# La Lettre au Père Noël
Pour plus de détails, voir Fiche technique et Distribution.
La Lettre au Père Noël (A Christmas Story) est un téléfilm de Noël d'animation américain pour la jeunesse de 22 minutes produit par William Hanna, Joseph Barbera et Iwao Takamoto en 1972.

## Synopsis
La lettre que Timmy a écrite au Père Noël a été égarée. Va-t-il la retrouver ? ...

## Diffusion
Ce dessin-animé a été régulièrement diffusé sur Cartoon Network lors des fêtes de Noël. 
Il fut diffusé dans les émissions :
- La Hotte à Cartoon de 1999 à 2004
- Mission Père Noël en 2005
- Un Ticket pour Noël en 2006
- Cartoon Maboule en 2007

## Chansons et paroles
Le dessin-animé est ponctué de plusieurs chansons de Noël notamment le générique de début et de fin À Noël.
- À Noël
- Au Peuple Fidèle
- Où te caches-tu Père Noël ?
- C'est Noël
- Y-a des Pères Noël partout !